# John Deere 5020
Le John Deere 5020 est un tracteur agricole produit par la firme John Deere.
Développant une puissance de 135 ch DIN, il est produit de 1966 à 1972 à 12 909 exemplaires dans l'usine américaine de la firme, à Waterloo dans l'Iowa.

## Historique
En 1960, John Deere tourne définitivement la page des moteurs bicylindres horizontaux ; sa nouvelle gamme est équipée de moteurs à quatre ou six cylindres verticaux, ce qui permet de gagner en puissance et en facilité de conduite.
John Deere commence à produire le 5020 en 1966 aux États-Unis pour compléter vers le haut sa gamme de tracteurs conventionnels de forte puissance destinés avant tout aux grandes plaines agricoles américaines. Il est simultanément proposé en Europe, mais il ne s'en vend que quelques exemplaires, principalement auprès d'entrepreneurs, en raison de son prix et faute d'outils adaptés. Au total, ce sont 12 909 John Deere 5020 qui sortent des chaînes de production.

## Caractéristiques

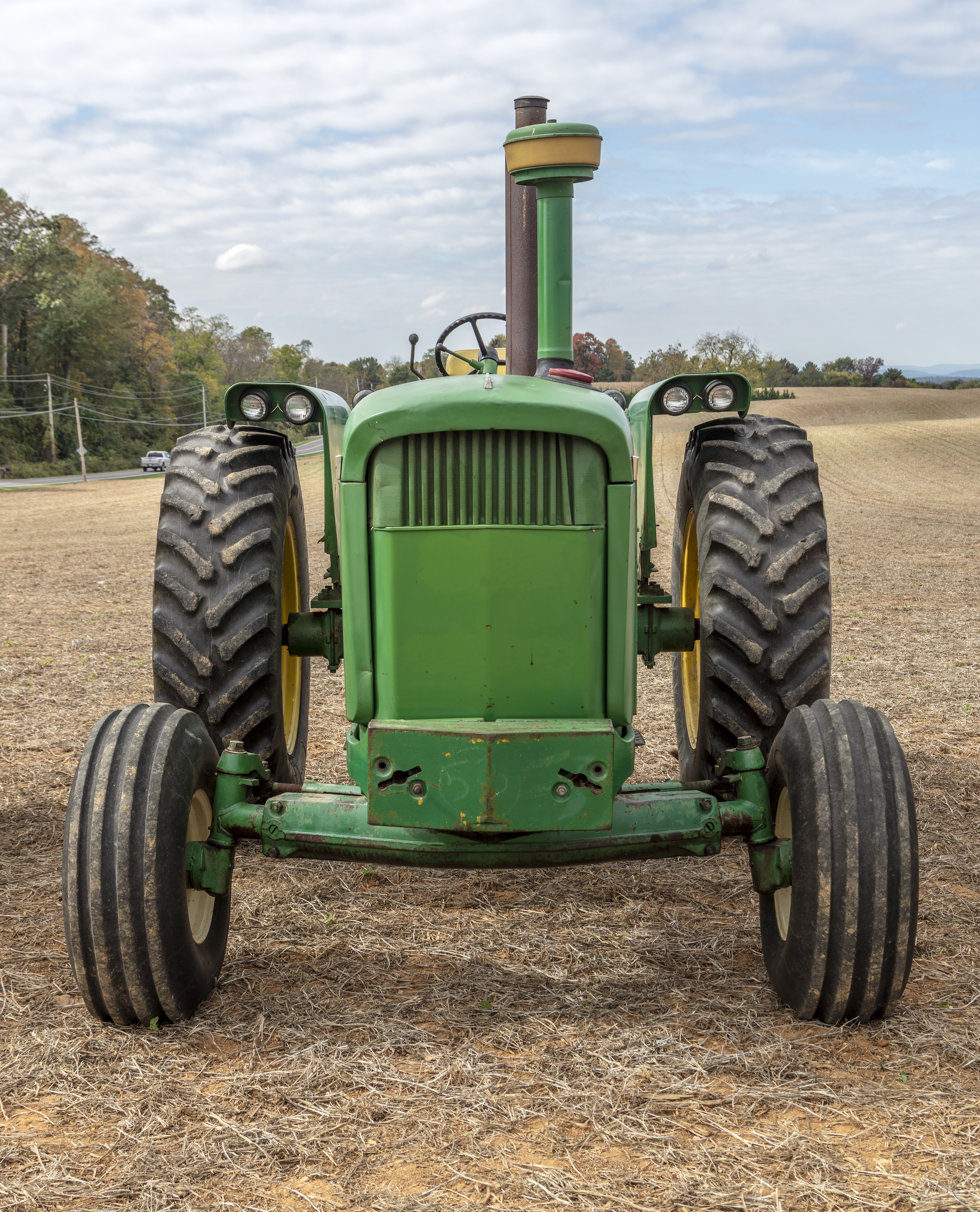
Vue de face.

Le John Deere 5020 est équipé d'un moteur Diesel de marque John Deere à six cylindres (alésage de 121 mm et course de 127 mm) en ligne à quatre temps, d'une cylindrée totale de 8 701 cm3. Refroidi par eau, il développe une puissance maximale de 135 ch DIN au régime de 2 200 tr/min.
Contrairement à d'autres modèles de la gamme, un seul type de transmission est disponible pour ce tracteur en raison de la puissance de son moteur : une boîte de vitesses manuelle entièrement synchronisée à huit rapports avant et deux rapports arrière. Des freins à disque à commande hydraulique agissent sur les deux roues arrière.
Deux versions de ce tracteur sont proposées : essieu avant large mais non réglable ou roues avant jumelées (« Row-Crop ») pour cultures en ligne. Si le 5020 n'existe pas en modèle à quatre roues motrices, la direction assistée est systématiquement fournie. Un relevage trois points et une prise de force (1 000 tr/min) à enclenchement hydraulique complètent les équipements.